# Histoire philatélique et postale de la Tanzanie
L’histoire postale de la Tanzanie commence pendant sa période coloniale et se poursuit avec l'indépendance du pays en 1961 puis son union avec Zanzibar en 1964.

## Période coloniale

### Protectorat allemand
Les Allemands créent en 1885 la colonie de l'Afrique orientale allemande qui regroupe les actuels Rwanda, Burundi et Tanzanie. Les premiers timbres valables dans ce territoire et celui du protectorat de l'Ouganda sont des timbres allemands surchargés de la mention « Deutsch-Ostafrika » (Afrique orientale allemande) et pesa pour la valeur faciale à partir de 1893. Les premiers timbres créés spécialement pour la colonie, légendés « DEUTSCH-OSTAFRICA » et ayant des valeurs faciales en pesa et rupee (roupie), sont émis en 1900 et représentent le yacht impérial allemand Hohenzollern. À partir de 1905, une nouvelle monnaie, le heller valant 100 rupee, fait son apparition sur de nouvelles impressions.
Le début de la Première Guerre mondiale n'arrête pas les émissions et un yacht filigrané d'une rupee est émis en 1916. Ces rares exemplaires valent actuellement au moins 20 000 dollars américains. D'une manière générale, la plupart des timbres d'Afrique orientale allemande valent aujourd'hui moins de 10 $US sauf les valeurs faciales élevées et les premières impressions qui peuvent atteindre plus de 100 $US.

### Protectorat britannique
La colonie est finalement envahie et occupée en 1916 par les troupes britanniques et belges. Une fois le conflit terminé, la Belgique récupère alors le Ruanda-Urundi tandis que le Royaume-Uni érige le territoire restant en protectorat sous le nom de Tanganyika. Les timbres en usage sont dans un premier temps ceux du Nyassaland surchargés « N.F. » (pour Nyassaland Forces, Armée du Nyassaland) puis en 1917, les timbres de l'Afrique orientale allemande sont à leur tour surchargés de « G.E.A. » (pour German East Africa, Afrique orientale allemande). Cette même surcharge apparaît aussi sur des timbres légendés « EAST AFRICA AND UGANDA PROTECTORATES » (pour Protectorats de l'Afrique de l'Est et de l'Ouganda) mais ils ont été émis en 1921-1922 soit après la création du Tanganyika.
En 1922, les premiers timbres légendés « TANGANYIKA » font leur apparition, représentant une tête de girafe et ayant des valeurs faciales exprimées en cent, shillings et pounds. Cette série de timbre changera de couleurs en 1925. En 1927, une nouvelle série légendée « MANDATED TERRITORY OF TANGANYIKA » a pour sujet le profil du souverain britannique George V.
À partir de 1935, l'administration des postes et télécommunications de l'Afrique de l'Est émet des timbres communs à différents territoires dont ceux légendés « KENYA UGANDA & TANGANYIKA » (1935-1963), « KENYA UGANDA TANGANYIKA & ZANZIBAR » (1964) et « KENYA UGANDA & TANZANIA » (1965-1975).

## Indépendance

### Tanganyika
Le protectorat du Tanganyika accède à l'indépendance le 9 décembre 1961 et émet ses nouveaux timbres légendés « TANGANYIKA ». L'année suivante, de nouveaux sont émis à l'occasion de la fête de l'indépendance et sont légendés « JAMHURI YA TANGANYIKA ». Ces émissions cohabiterons avec les timbres de l'administration des postes et télécommunications de l'Afrique de l'Est qui restent valides.

### Tanzanie
Le 26 avril 1964, le Zanzibar s'associe avec le Tanganyika pour former un nouveau pays appelé République Unie de Tanganyika et de Zanzibar puis rapidement République Unie de Tanzanie ou plus simplement Tanzanie.
Le 7 juillet 1964, une série de quatre timbres commémoratifs légendés « UNITED REPUBLIC OF TANGANYIKA & ZANZIBAR » est émise pour célébrer cette union : deux valeurs représentent une carte de la côte de Tanga avec Pemba et de Dar es Salam avec Zanzibar et les deux autres montrent des mains tenant une torche ou une lance. Les premiers timbres d'usage courant sont émis le 9 décembre 1965 et sont légendés « TANZANIA » : quatorze valeurs allant de 5 cents à 20 shillings avec pour sujet des scènes variées, des symboles et de la faune sauvage. Une autre série représentant des poissons est émise le 9 décembre 1967 et une autre le 3 décembre 1973 avec pour sujet des papillons. Quatre de ces valeurs serons surchargées le 17 novembre 1975.
En 1976 et 1977, la Tanzanie et le Kenya réalisent huit séries de timbres dans le cadre d'émissions conjointes avant de reprendre des sujets différents par la suite.
Dans les années 1980, la politique philatélique restreint le nombre de séries à sept à huit par an comprenant quatre timbres chacune. Les derniers timbres ayant pour sujet des mammifères sont émis en 1980. Mais dès la fin de cette décennie, les émissions sont de plus en plus destinées aux philatélistes et plus de cent timbres sont émis tous les ans.

## Zanzibar
Le cas de Zanzibar est particulier dans l'histoire postale de la Tanzanie car ce territoire ne fait partie de ce pays que depuis 1964.
En 1894, un bureau postal français ouvre à Zanzibar City et surcharge des timbres français d'une valeur faciale en anna et d'une légende « ZANZIBAR » (1894-1902) avant d'émettre des timbres spécifiques légendés « ZANZIBAR » de 1902 à 1904, date à laquelle toute émission du bureau français cesse d'avoir cours.
Un bureau britannique ouvre à Zanzibar City en 1895 et surcharge des timbres du Raj britannique d'un « ZANZIBAR » de 1895 à 1896 avant d'apposer la même surcharge sur des timbres d'Afrique orientale britannique en 1896. Des timbres spécifiques légendés eux aussi « ZANZIBAR » sont émis à partir de 1896 et jusqu'en 1965. D'autres légendes feront leur apparition comme « INSUFFICIENTLY PREPAID POSTAGE DUE » (1931-1933), « JAMHURI ZANZIBAR TANZANIA » (1964-1967) et « JAMHURI ZANZIBAR » (1964-1967).
Le 26 avril 1964, Zanzibar intègre le Tanganyika pour former la Tanzanie et utilise depuis les timbres de ce pays.

## Galerie de timbres

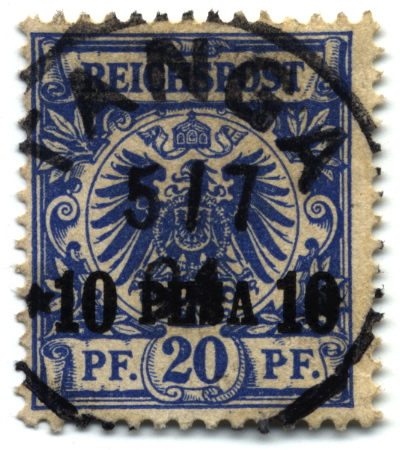
Timbre d'Allemagne surchargé pour servir en Afrique orientale allemande, 1893
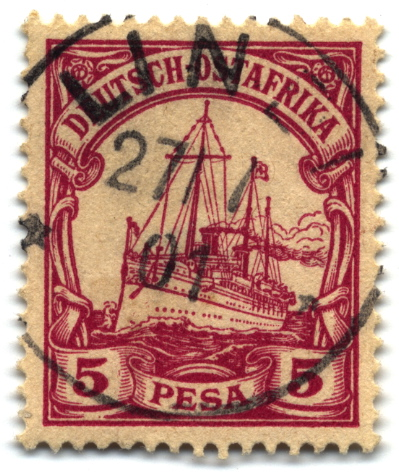
5 pesa de la série Yacht d'Afrique orientale allemande, 1900
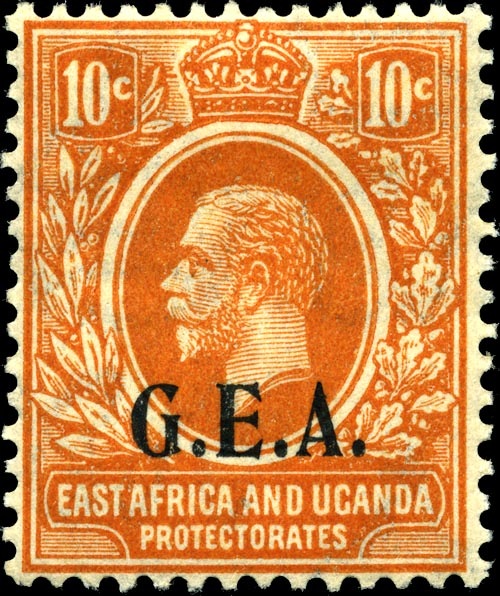
Timbre des protectorats de l'Afrique orientale et de l'Ouganda surchargée par le colonisateur britannique pour servir dans l'ancienne Afrique orientale allemande, 1922
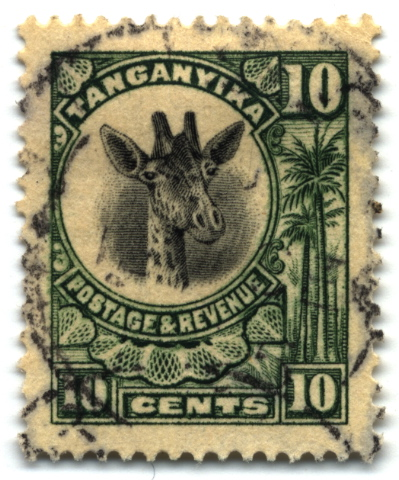
Timbre du Tanganyika, 1925
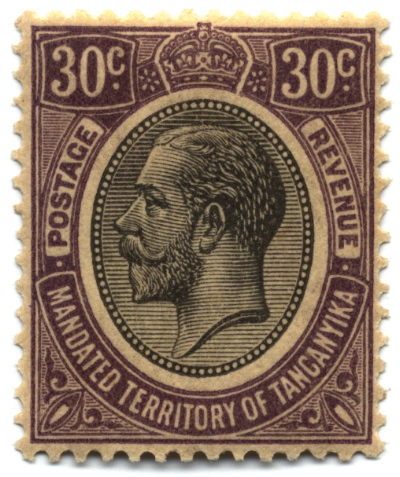
Timbre du Tanganyika, 1927

## Source
- (fr) Catalogue Yvert et Tellier, Tome de référence des catalogues, 2001,  (ISBN 2-868 14-11 2-9)